# Taco
Taco je tradicionalno meksičko jelo, koje se sastoji od tortilje, napravljene od kukuruznog ili pšeničnog brašna, napunjene ili umotane oko nadjeva. 
Nadjevi mogu biti: svinjetina, govedina, janjetina, piletina, morski plodovi, povrće i sir. Uglavnom se jede bez pribora, često s prilozima kao što su salsa, korijander, ljuta ili slatka paprika, rajčice, luk i zelena salata.
Tacosi su popularni u Sjedinjenim Američkim Državama. Mnogi fast food lanci restorana u Sjedinjenim Američkim Državama, kao što su: Taco Bell, Del Taco i Jack in the Box prodaju tacose.